# David Mann (artiste)
Pour les articles homonymes, voir Mann et David Mann.
David Mann, également appelé Dave Mann, né le 10 septembre 1940 et mort le 11 septembre 2004, est un artiste et graphiste californien dont les peintures célèbrent la culture motard et les choppers. 
Appelé « l'artiste du monde des motards en résidence » ses œuvres sont omniprésentes chez les bikers et dans leurs garages, sur les réservoirs des motos, les tatouages, les T-shirts et autres souvenirs associés à la culture biker,,. Certains choppers ont été construits sur la base des motos imaginées dans les peintures de David Mann.
Selon un anthropologue ayant étudié la culture biker en Nouvelle-Zélande, « Les peintures de Mann montrant des hors-la-loi sur des choppers Harley avec des fonds surréalistes, des lignes de toits déformées, des horizons, sont des images colorées qui célèbrent le chopper et la liberté de la route ouverte… Beaucoup de ses images ont capturé la philosophie d'Easyrider comme la vitesse, la route, les longs cheveux et la liberté ». La plupart de ses œuvres ont été réalisées pour l'industrie de la moto, en particulier pour des magazines.

## Biographie
Originaire de Kansas City, Missouri, Mann commence à dessiner et à peindre à un âge précoce. Sa première passion sont les voitures customs et son premier métier est d'être peintre automobile. Après le lycée, il quitte Kansas City et s'installe en Californie où il s'intéresse aux motos. Il s'immerge alors dans la culture des motards. Les motos supplantent alors les voitures et les pin-up girls dans son œuvre.
En 1963, Mann apporte certaines de ses œuvres au Kansas Custom Car Show ou le motard/artiste Tom Fugle troue un intérêt dans les œuvres. Avec l'autorisation de Mann, Fugle montre une photo de la peinture Hollywood Run à Ed "Big Daddy" Roth, artiste peintre en voitures customs, qui édite alors l'un des premiers magazines sur la customisation des motos et des Choppers. Ed Roth apprécie tellement la peinture qu'il commande dix affiches originales (ou 14 ou 20, selon les sources), qui sont publiées dans les pages d'Easyriders durant de nombreuses années. En 1965, Mann se joint à Fugle au El Forastero Motorcycle Club, devenant l'un des membres fondateurs du Chapitre de Kansas City.
En 1971, Mann répond à une annonce pour une illustration de moto d'artiste sur la dernière de couverture du magazine moto Easyriders. Après 1972 ses œuvres commencent à apparaître régulièrement dans la revue, et Mann poursuit sa collaboration avec le magazine jusqu'à la fin de sa vie. Son œuvre est publiée sur la page centrale de la revue à partir de 1973 et continue à être une pièce maîtresse de la publication jusqu'à ce qu'il soit forcé de prendre sa retraite en 2003 en raison de problèmes de santé. Une rétrospective de ses œuvres est publiée en 1993 avec une mise à jour en 2004,.
En 2004 Mann est intronisé au Motorcycle Hall of Fame par l'artiste Billy Lane.
David Mann meurt le 11 septembre 2004, le lendemain de son 64e anniversaire. Juste avant sa mort, une moto custom est commandée en son honneur à Orange County Choppers, pour être la pièce vedette dans un épisode de la série de télé-réalité American Chopper. Le Chopper David Mann est une sélection de créations personnalisées dans le style de Mann, malheureusement l'artiste meurt avant la fin du projet. La moto sert d'hommage posthume à l'artiste et son travail est présenté sur le salon,. L'épisode est consacré à Mann ainsi qu'à Indian Larry, mort un mois plus tôt.
Ses cendres sont recueillies dans le réservoir d'essence d'une Harley Sportster XLCH peint dans la couleur Rouge David Mann. Dave Mann disparaît en laissant une épouse et trois enfants.

## Œuvre
L'un des motifs fréquents de Mann est une moto avec son pilote couplé à une silhouette complémentaire ou en contraste. La forme la plus simple est l'image emblématique de deux motos sur la route, côte à côte, avec différentes variations étalées sur 30 ans. Il existe trois variantes principales :
La première est un motard à côté d'une famille, d'un camionneur ou un autre archétype de personnage sympathique,, ou encore un motard masqué par une figure mythique et fantomatique du passé, comme un chevalier médiéval, un pistolero de la Conquête de l'Ouest ou un trappeur,. Les deux personnages ont plusieurs vêtements similaires, ou des visages ressemblant, afin de s'assurer que le spectateur se rende compte que le motard représente une incarnation moderne de la figure mythique,,.
La deuxième variation est un motard qui peut-être vu à côté d'un antagoniste social, comme des officiers de police hostiles, mais stupides, des automobilistes, ou la caricature d'un homme de la classe supérieure irritée par sa femme, sa fille ou son fils, en admiration devant le motard et désirant rouler avec lui .
La troisième variante est une figure féminine, parfois surnaturelle, qui veille sur le motard depuis le ciel. Cela pouvant être un souvenir du motard ,,, ou bien une vraie passagère de la moto ou une femme dans le fond regardant le motard sur la route.
Mann a peint trois œuvres où les femmes sont représentées à cheval. Une avec un cavalier et une cavalière côte à côte sur une route, une autre avec deux cavalières côte à côte sur des trikes la nuit. Dans la troisième, une femme à un regard confus et effrayé en tentant de conduire une moto hors de contrôle et qui l’éjecte.
Un sous-ensemble du travail de Mann, en dehors de ces variations, est plus surréaliste et exclu souvent choppers et motards. Les motifs sont généralement des crânes, des flammes, des femmes nues et des tatouages, jouant souvent avec l'image figurative de la peau tatouée à vie.
L'un des messages contenu dans le travail de Mann est une contradiction non résolue entre, d'un côté, l'artiste-motard (peintre, chopper builder, artiste de performance) désirant attirer l'attention et la reconnaissance pour l'art motard et le style de vie biker dans le monde carré et droit de la classe moyenne dominante; et de l'autre côté, un rejet de ce même monde basé sur les valeurs des motards vis-à-vis des gens de la classe moyenne, et le besoin de montrer que ces gens là et leurs opinions n'ont aucun pouvoir sur le motard. Le motard/artiste est à l'écart, se hérisse lorsqu'il est ignoré ou méprisé et cherche des moyens d'obtenir une bonne attention,.
Un autre contraste est manifeste dans la répétition du thème de l'honneur et de la noblesse du motard, avec la représentation des motards en chevaliers modernes ou similaire à des héros mythiques, et la réalité des membres du El Forastero Motorcycle Club qui apparaissent dans plusieurs de ses peintures. Un club, dont certains membres furent reconnus coupable pour des vols de motos et « le transport et la distribution de méthamphétamine » après qu'il a été découvert que des membres du club collectaient de l'argent pour acheter des stupéfiants lors d'événements qu'ils organisaient,,.
David Mann est aussi le nom éponyme d'un épisode de Sacred Steel Bikes sur Discovery Channel,,.